# James B. McGovern Jr.
James Bernard McGovern Jr. (ngày 4 tháng 2 năm 1922 – ngày 6 tháng 5 năm 1954) là phi công tiêm kích trong Thế chiến thứ hai và sau đó là phi công của Cơ quan Tình báo Trung ương. Ông và phi công phụ Wallace Buford là những người Mỹ duy nhất hy sinh trong chiến tranh Đông Dương. Vào thời điểm đó, họ đang là nhân viên chính thức của hãng hàng không Civil Air Transport của Trung Hoa Dân Quốc.

## Thân thế và học vấn
Ông chào đời tại Elizabeth, New Jersey. Sau khi tốt nghiệp trung học năm 1940, ông vào làm việc cho Công ty Kỹ thuật Máy bay Wright ở Paterson, New Jersey.

## Sự nghiệp

### Thế chiến thứ hai
McGovern gia nhập Quân đoàn Không lực Lục quân Hoa Kỳ vào tháng 5 năm 1942. Ông tham chiến tại Trung Quốc vào năm 1944 trong thành phần Phi đội Trinh sát Chiến thuật 118 thuộc Không lực số 14, Phi đoàn Tiêm kích 23. Phi đội 118 gây tiếng vang qua dấu hiệu "Tia chớp đen" trên những chiếc P-51 đã được chuyển sang những chiếc C-21 mà chúng bay ngày nay với tên gọi Phi đội Không vận 118. Trong thời gian này, ông được ghi nhận là đã bắn hạ 4 máy bay tiêm kích Zero của Nhật Bản và tiêu diệt 5 chiếc khác trên mặt đất.
Biệt danh "Earthquake McGoon" được đặt cho McGovern trong Thế chiến thứ hai vì bốn chữ cái đầu tiên trong họ của ông, trông giống như nhân vật cùng tên trong tranh truyện hài Li'l Abner, McGovern là người to lớn cao khoảng 6 foot (1,8 m) và 260 pound (120 kg) (được coi là lớn đối với một phi công tiêm kích).

### Bị bắt làm tù binh
Ngày 5 tháng 12 năm 1949, một chiếc máy bay do ông điều khiển đã hạ cánh xuống tỉnh Quảng Tây. Máy bay đang bay từ Hồng Kông đến Côn Minh. Thiết bị tìm hướng tự động trên máy bay bị trục trặc. Sự cố kỹ thuật ngoài luồng này khiến cho máy bay phải hạ cánh bắt buộc 180 dặm về phía tây thành Nam Ninh. McGovern và những hành khách khác đã bị du kích quân Trung Quốc bắt giữ. Ngày 4 tháng 1 năm 1950, họ vừa đặt chân đến Nam Ninh và được toán du kích thông báo rằng họ là tù binh. Ông chỉ được trả tự do vào tháng 5 năm 1950.

### Điện Biên Phủ
Chiếc máy bay chở hàng C-119 Flying Boxcar của ông đã hai lần bị trúng đạn từ mặt đất, đầu tiên là ở động cơ lỗ thông hơi, sau đó là ở cánh đuôi, khi đang nhảy dù xuống một đồn quân Pháp tại Điện Biên Phủ trong vòng vây của lựu pháo Việt Minh thời kỳ chiến tranh Đông Dương. Ông ấy đã bay được 75 dặm (121 km), nhưng khi vừa đến bãi đáp ở Lào, đầu cánh máy bay đã tông vào một cái cây. Khoảnh khắc trước lúc va chạm, người ta nghe thấy McGovern nói qua máy thu thanh, "Thôi thế là xong rồi, con trai." McGovern, phi công phụ Wallace Buford và hai phi hành đoàn người Pháp đã thiệt mạng. Hai người khác rõ ràng là bị văng ra ngoài; một người về sau chết vì vết thương của mình. Ngày hôm sau, quân đồn trú ở Điện Biên Phủ đầu hàng.
Di hài của McGovern được phát hiện trong một ngôi mộ không có đánh dấu ở miền bắc Lào vào năm 2002. Chúng được các chuyên gia phòng thí nghiệm tại Bộ Tư lệnh Thống kê Tù binh/MIA thuộc quân đội Mỹ xác định vào tháng 9 năm 2006.  Ông được an táng tại Nghĩa trang Quốc gia Arlington vào ngày 24 tháng 5 năm 2007.

## Di sản
Ngày 24 tháng 2 năm 2005, James McGovern được Tổng thống Pháp Jacques Chirac truy tặng (cùng với Buford và sáu phi công còn sống khác) Huân chương Bắc Đẩu Bội tinh với cấp bậc hiệp sĩ (chevalier) vì hành động động tiếp tế của họ cho Điện Biên Phủ trong suốt 57 ngày đêm vây hãm.